# Lukas Kohl

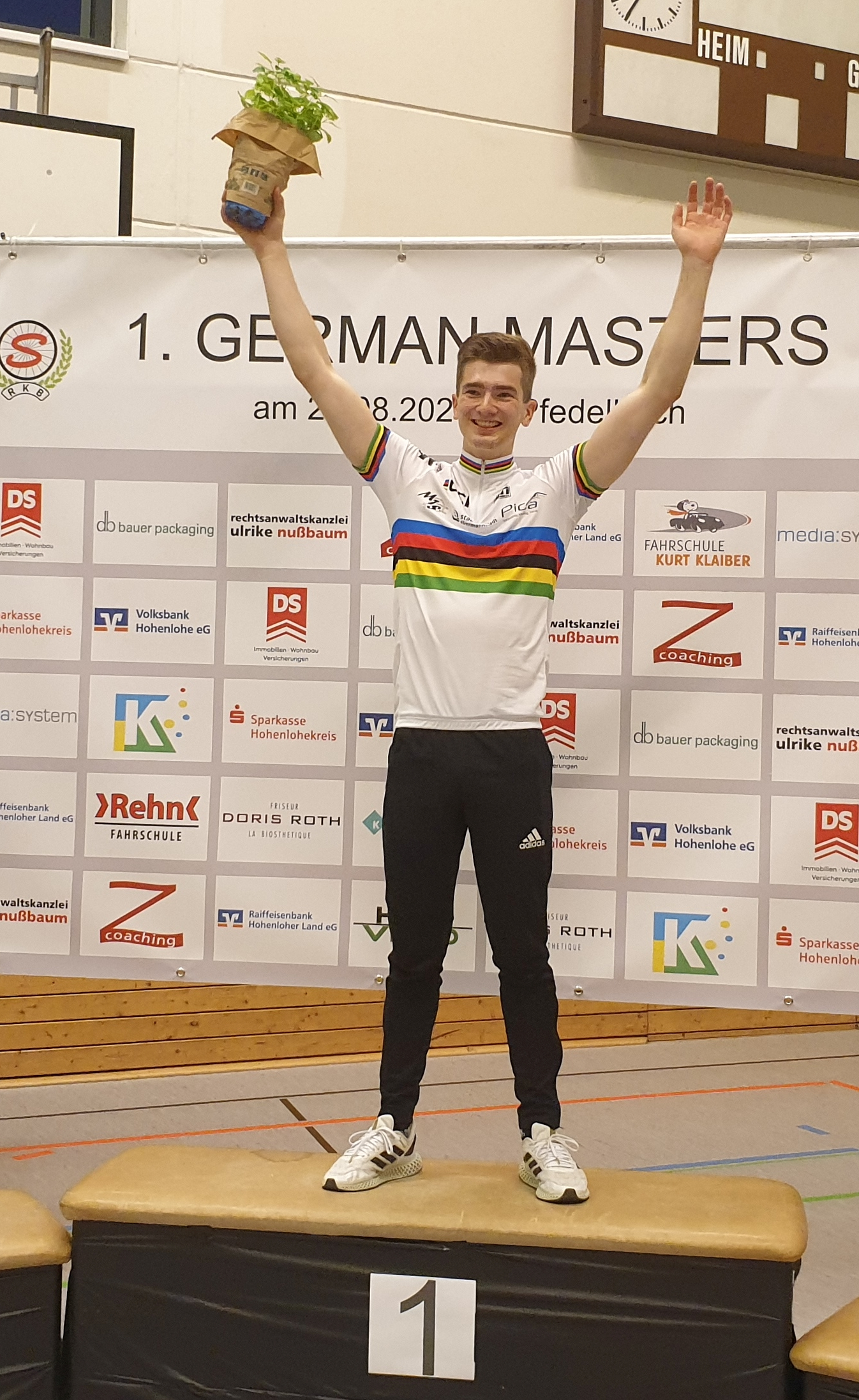
Siegerehrung bei den German Masters am 29. August 2021 in Pfedelbach

Lukas Kohl (* 15. Januar 1996) ist ein ehemaliger deutscher Kunstradfahrer. Er war Weltmeister im Einer-Kunstradfahren der Jahre 2016 bis 2023 und ist Weltrekordhalter dieser Disziplin. Er wohnt in Ebermannstadt und ist Wirtschaftsingenieur. Seit 30. Oktober 2021 ist er im Präsidium von Athleten Deutschland.

## Sportlicher Werdegang
Lukas Kohl begann als Neunjähriger mit dem Kunstradfahren. Er startete für den RMSV Concordia Kirchehrenbach, seine Trainerin war seine Mutter Andrea Kohl. 2014 stellte er einen Junioren-Weltrekord auf, der fünf Jahre Bestand hatte. Bei den Senioren wurde er von 2016 bis 2023 siebenmal in Folge Weltmeister, hinzu kam eine Bronzemedaille 2024. Im 2018 entstandenen UCI-Kunstrad-Weltcup gewann er bis 2024 sämtliche 24 Läufe sowie die Gesamtwertungen. Im November 2024 erklärte er seinen Rücktritt vom Sport.

## Ehrungen
Im März 2024 wurde Lukas Kohl mit dem Silbernen Lorbeerblatt geehrt.

## Erfolge
Elite
- Weltrekordhalter mit 216,40 Punkten
- Weltmeister 2016, 2017, 2018, 2019, 2021, 2022, 2023
- Weltcup-Gesamtsieger 2018, 2019, 2020, 2021, 2022, 2023
- 24 Weltcup-Siege (2018–2024)
- Europameister 2018 und 2022
- Deutscher Meister 2016, 2017, 2018, 2019, 2021, 2022[6], 2022
- 1. Platz German-Masters-Serie 2017, 2018, 2019, 2021, 2022
- 2. Platz German-Masters-Serie 2016
- 3. Platz German-Masters-Serie 2015
- 1. Platz Swiss-Austria-Masters-Serie 2017, 2018, 2019, 2022
- Bayerischer Meister 2015–2022
- UCI-Ranking-Sieger (Nr. 1 Weltrangliste) 2017, 2018

Junioren (U19)
- Weltrekordhalter mit 187,85 Punkten (2014–2019)
- Platz 1 Weltjahresbestenliste 2013 (180,90 Punkte), 2014 (189,00 Punkte)
- Europameister 2013, 2014
- Deutscher Meister 2013, 2014

Schüler (U15)
- Platz 1 Weltjahresbestenliste 2010 (123,15 Punkte)
- Deutscher Meister 2010